# Adolfo Domínguez Fernández
|  | No s'ha de confondre amb Adolfo Domínguez Monedero. |

Adolfo Domínguez Fernández (A Pobra de Trives, província d'Ourense, 14 de maig de 1950) és un empresari espanyol, propietari de l'empresa que porta el seu mateix nom.

## Biografia
Després de passar la seva infància al taller de sastreria dels seus pares, es trasllada a Santiago de Compostel·la per estudiar Filosofia i Lletres. Posteriorment, resideix a París i Londres, on entra en contacte amb el moviment ecologista mentre amplia els seus coneixements d'art i cinema.
En els anys 1970 torna a Ourense i crea l'empresa tèxtil, amb l'obertura de la primera tenda Adolfo Domínguez a Espanya —que avui es correspon amb la línia AD Home.
Anys més tard contreu matrimoni amb Elena González Álvarez, actualment membre del Consell d'Administració de l'empresa. Les seves tres filles, Tiziana Domínguez, Adriana Domínguez i Valeria Domínguez formen part activa de l'empresa; de fet, Tiziana Domínguez és directora del departament de Responsabilitat Social Corporativa i part creativa de l'àrea de disseny.
Adolfo Domínguez ha obtingut nombrosos reconeixements, entre els quals destaquen el Lifetime Achievement —atorgat al dissenyador en la Miami Fashion Week—, en reconeixement dels seus assoliments al món de la moda; i l'Agulla d'Or del Ministeri de Cultura d'Espanya, com a premi a la seva aportació cultural i creació artística.
El 2010 la companyia espanyola de moda i perfums Puig va passar a ser la segona major accionista de la signatura.
Actualment, resideix a la ciutat gallega, des d'on exerceix el seu càrrec de president de l'empresa internacional que compta amb més de 600 botigues a tot el món.
Durant els nou primers mesos de 2010 la marca va registrar unes pèrdues de 5,2 milions d'euros afrontant un crític procés de reestructuració.

## Moda
En els anys 1980, la marca comença a prendre rellevància. Es crea la línia AD Dona i es presenten les col·leccions en les passarel·les de Madrid i París. Comença el procés d'expansió d'Adolfo Domínguez amb l'obertura de noves tendes a la capital espanyola i a Barcelona. La signatura traspassa fronteres en vestir als actors protagonistes de la sèrie nord-americana Miami Vice.
Adolfo Domínguez es converteix en el primer dissenyador espanyol que llança una col·lecció de perfums amb el seu propi nom. Comencen a comercialitzar-se nous productes: marroquinería, roba interior i ulleres; i s'obre la primera tenda a l'estranger (Portugal, 1994).
L'any 1990 és clau per a Adolfo Domínguez: la seva empresa es converteix a la primera casa de moda d'Espanya a sortir a borsa.
A partir de l'any 2000, la signatura llança al mercat noves línies: O Chico i Chica (2003), AD+ (2004), Adolfo Domínguez Nens (2004) —premi en 2006 a la millor col·lecció estival de la Fira Internacional de Moda Infantil de València (FIMI)—, La meva Casa (2005), Joies (2008), Núvies (2008), Mascotes (2008), The Music Collection (2009) i O+ (2009).
En aquests últims anys, la signatura ha destacat per la seva preocupació pel medi ambient, amb iniciatives com el Manifest Ecològic (2008) o la Política de Benestar Animal (2010). A més, ha continuat amb el seu procés d'expansió internacional —actualment té més de 600 tendes en 27 països.

## Estil
Les peces d'Adolfo Domínguez es caracteritzen pel seu alt component de disseny. L'atenció a cura de les formes i l'ocupació de materials de qualitat es combinen en la creació de peces úniques de luxe assequible.
A causa de la seva consciència ecològica, el procés de fabricació aposta per l'augment de matèries sostenibles i orgàniques així com de gran qualitat com són l'alpaca o el lli.

## Lema
Adolfo Domínguez es va fer famós, entre altres coses, pel seu lema dels anys 1980 «L'arruga és bella».
Actualment, altres lemes com «No som amos de la Terra, sinó els seus fills» o «Encara que tu puguis pagar-ho, la naturalesa no pot» reforcen el seu missatge ecològic.

## Política
Al febrer de 2010 va saltar als mitjans de comunicació en demanar el «acomiadament lliure, sense traves administratives ni judicials» i abandonar un «estat de benestar que no podem pagar». matisant que «totes les mesures que es prenguin per fer més àgil el treball de l'emprenedor es reflectiran en una menor taxa d'atur».
Així mateix, la seva companyia va ser investigada per Hisenda entre els exercicis de 1998 i 2001 i obligada a abonar 1,22 milions d'euros en interessos i una multa de 186 492 euros per evasió fiscal.